# Цира (Флорештський район)
Цира (рум. Țîra) — село у Флорештському районі Молдови. Входить до складу комуни, адміністративним центром якої є село Гіндешть.

## Населення
За даними перепису населення 2004 року у селі проживала 261 особа.
Національний склад населення села:
| Національність       | Кількість осіб | Відсоток |
| -------------------- | -------------- | -------- |
| молдавани            | 257            | 98,5%    |
| росіяни              | 2              | 0,8%     |
| українці             | 1              | 0,4%     |
| інша / без відповіді | 1              | 0,4%     |
| Всього               | 261            | 100%     |